# Teilhard de Chardin
Pierre Teilhard de Chardin (Orcines, 1 de maio de 1881 — Nova Iorque, 10 de abril de 1955) foi um padre jesuíta, teólogo, filósofo e paleontólogo francês que tentou construir uma visão integradora entre ciência e teologia. Através de suas obras, legou para a sua posteridade uma filosofia que reconcilia a ciência do mundo material com as forças sagradas do divino e sua teologia. Disposto a desfazer o mal entendido entre a ciência e a religião, conseguiu ser mal visto pelos representantes de ambas. Muitos colegas cientistas negaram o valor científico de sua obra, acusando-a de vir carregada de um misticismo e de uma linguagem estranha à ciência. Do lado da Igreja Católica, por sua vez, foi proibido de lecionar, de publicar suas obras teológicas e submetido a um quase exílio na China.
Embora muitos dos escritos de Teilhard tenham sido censurados pela Igreja Católica durante seu tempo de vida por causa de seus pontos de vista sobre o pecado original, o trabalho de Teilhard foi reconhecido postumamente por esta. Teólogos proeminentes e líderes da Igreja, incluindo os papas João Paulo II e Bento XVI, escreveram positivamente a respeito de suas ideias e seus ensinamentos teológicos foram citados pelo Papa Francisco na encíclica de 2015, "Laudato si". No entanto a resposta a seus escritos por biólogos evolutivos tem sido, com algumas exceções, decididamente negativa.
| “ | "Aparentemente, a Terra Moderna nasceu de um movimento anti-religioso. O Homem bastando-se a si mesmo. A Razão substituindo-se à Crença. Nossa geração e as duas precedentes quase só ouviram falar de conflito entre Fé e Ciência. A tal ponto que pôde parecer, a certa altura, que esta era decididamente chamada a tomar o lugar daquela. Ora, à medida que a tensão se prolonga, é visivelmente sob uma forma muito diferente de equilíbrio – não eliminação, nem dualidade, mas síntese – que parece haver de se resolver o conflito." - (Teilhard de CHARDIN, O Fenómeno Humano) | ” |

## Biografia
Criado em uma família profundamente católica, Chardin entrou para o noviciado da Companhia de Jesus em Aix-en-Provence no ano de 1899 e para o juniorado em 1900, em Laval. Era a época das reformas liberais de Waldeck-Rousseau, que retirara das universidades católicas o direito de conceder graus e posteriormente dissolveu as ordens religiosas e expulsou vinte mil religiosos da França. Por este motivo, teve que deixar a França e os seus estudos prosseguiram na ilha de Jersey, Inglaterra, onde cursou filosofia e letras. Licenciou-se neste curso em 1902. Entre 1905 e 1908 foi professor de física e química no colégio jesuíta da Sagrada Família do Cairo, no Egito, onde teve oportunidade de continuar suas pesquisas geológicas, iniciadas na Inglaterra. Seus estudos de teologia foram retomados em Ore Place, de 1908 a 1912. Ordenou-se sacerdote em 1911.
Entre 1912 e 1914 cursou paleontologia no Museu de História Natural de Paris. Foi a sua porta de entrada na comunidade científica. Durante seus estudos teve a oportunidade de visitar os sítios pré-históricos do noroeste da Espanha, entre eles, a Caverna de Altamira.
Durante a Primeira Guerra Mundial, foi carregador de maca dos feridos e depois capelão em diversas frentes de batalha. Passada a Guerra, retomou os estudos em Paris, onde obteve o doutorado em 22 de março de 1922 na Universidade de Sorbonne com a tese: Os mamíferos do eoceno inferior francês e seus sítios. Em 1920 tornara-se professor de geologia no Instituto Católico de Paris. O ambiente intelectual de Paris proporcionou-lhe encontros fecundos para o exercício intelectual. Costumava apresentar suas ideias a plateias de jovens leigos, seminaristas e professores. Do ponto de vista teológico, já assumira as ideias evolucionistas e realizava uma síntese original entre a ciência e a fé cristã.
Em 1922, escreveu Nota sobre algumas representações históricas possíveis do pecado original, que gerou um dossiê pela Santa Sé, acusando-o de negar o dogma do pecado original. Teve que assinar um texto que exprimia este dogma do ponto de vista ortodoxo e foi obrigado a abandonar a cátedra em Paris e embarcar para Tianjin na China. Este fato marcará uma nova etapa da sua vida: o silêncio sobre temas eclesiais e teológicos que duraria o resto da sua vida. Foi-lhe permitido trabalhar em pesquisas científicas e suas publicações deveriam ser cuidadosamente revisadas.
Embora proibido de escrever sobre temas eclesiais e teológicos, seus superiores imediatos estimularam suas pesquisas e escritos, desde que sua ortodoxia fosse assegurada por uma séria revisão, com a esperança de uma publicação posterior. Em Pequim, realizou diversas expedições paleontológicas, e em 1929 participou da descoberta e estudo do sinantropo - o homem de Pequim. Também realizou pesquisas em diversos lugares do continente asiático, como o Turquestão, a Índia e a Birmânia.
Entre novembro de 1926 e março de 1927, estimulado pelo editor da coleção de espiritualidade Museum Lessianum, escreveu O Meio Divino a partir de suas notas de retiro. A obra foi submetida a dois censores romanos, que a consideraram aceitável. Ao ser submetida ao Imprimatur, o cônego encarregado submete a obra a teólogos romanos, que a consideraram suspeita pela originalidade. Apesar disto, cópias inéditas da obra passaram a circular, datilografadas e policopiadas.
Em Pequim, escreveu sua obra prima: O Fenômeno Humano. Encaminhou a obra a Roma em 1940, que prometeu o exame por teólogos competentes. Várias revisões foram encaminhadas sem que o nihil obstat fosse concedido. Em 1946 retornou a Paris. Seus textos mimeografados continuavam a circular e suas conferências lotavam os auditórios. Foi convidado a lecionar no Collège de France. Diante de ameaças de novas sanções pela Santa Sé, dirige-se a Roma em 1948. A visita foi inútil: foi proibido de ensinar no Colégio da França e a publicação do Fenômeno Humano não foi autorizada.
Entre 1949 e 1950 deu cursos na Sorbonne que geraram a obra O grupo zoológico humano. Em 1950 foi eleito membro da Academia de Ciências do Instituto de Paris. Em 1950, foi promulgada a encíclica Humani Generis pelo papa Pio XII, que na opinião de Chardin, bombardeava as primeiras linhas de seu trabalho.
Em 1951, mudou-se para Nova York, a convite da Fundação Wenner-Gren, que patrocinou duas expedições científicas na África para pesquisar sobre as origens do homem sob sua coordenação. 

## Morte
Teilhard de Chardin faleceu em 10 de abril de 1955, num domingo de Páscoa, em Nova York, aos 73 anos. No campo científico deixou uma obra vasta: cerca de quatrocentos trabalhos em vinte revistas científicas.

## Legado
No campo filosófico, seu pensamento pôde ser editado por um comitê internacional porque ele deixou do direito de suas obras para um colega, não para a sua ordem religiosa. No mesmo ano de sua morte, as Éditions du Seuil lançaram o primeiro volume das Ouevres de Teilhard de Chardin.
O Santo Ofício solicitou ao Arcebispo de Paris que detivesse a publicação das obras. Em 1957, um decreto deste mesmo órgão decidiu que estes livros fossem retirados das bibliotecas dos seminários e institutos religiosos, não fossem vendidos nas livrarias católicas e não fossem traduzidos. Este decreto não teve muita adesão. Cinco anos mais tarde, uma advertência foi publicada, solicitando aos padres, superiores de Institutos Religiosos, seminários, reitores das Universidades que "protejam os espíritos, principalmente o dos jovens, contra os perigos da obra de Teilhard de Chardin e seus discípulos". Segundo esta advertência, "sem fazer nenhum juízo sobre o que se refere às ciências positivas, é bem manifesto que, no plano filosófico e teológico, estas obras regurgitam de ambiguidades tais e até de erros graves que ofendem a doutrina católica".
A sua obra continuou a ser editada, chegando ao décimo terceiro volume em 1976, pelas Éditions du Seuil e foi traduzida em diversos idiomas. Seu trabalho teve grande repercussão, gerando diversos estudos a cerca de sua obra até nos dias atuais. Em 12 de maio de 1981, por ocasião da comemoração do centenário do seu nascimento, Chardin teve sua obra reconhecida pela Igreja através de uma carta enviada pelo cardeal Agostino Casaroli, secretário de Estado do Vaticano, ao reitor do Instituto Católico de Paris. A carta afirma:
| “ | Sem dúvida, o nosso tempo recordará, para além das dificuldades da concepção e das deficiências da expressão dessa audaciosa tentativa de síntese, o testemunho da vida unificada de um homem aferrado por Cristo nas profundezas do seu ser, e que teve a preocupação de honrar, ao mesmo tempo, a fé e a razão, respondendo quase que antecipadamente a João Paulo II: "Não tenham medo, abram, escancarem as portas a Cristo, os imensos campos da cultura, da civilização, do desenvolvimento". | ” |

Suas ideias foram sendo incorporadas ao discurso oficial da Igreja, como depreende-se da mensagem do Papa Bento XVI por ocasião da Festa da Santíssima Trindade de 2009, dirigida aos fieis em Roma: "Em tudo o que existe, encontra-se impresso, em certo sentido, o "nome" da Santíssima Trindade, pois todo o ser, até as últimas partículas, é ser em relação, e deste modo se transluz o Deus-relação; transluz-se, em última instância, o Amor criador. Tudo procede do amor, tende ao amor e se move empurrado pelo amor, naturalmente, segundo diferentes níveis de consciência e de liberdade."… "Utilizando uma analogia sugerida pela biologia, diríamos que o ser humano tem no próprio "genoma" um profundo selo da Trindade, do Deus-Amor". E ainda mais claro, no dia 24 de Julho em Aosta, Italia o Papa Bento XVI diz: "Nós mesmos, com todo o nosso ser, temos que ser adoração e sacrifício, restituir o nosso mundo a Deus e assim transformar o mundo. A função do sacerdócio é consagrar o mundo a fim de que se torne hóstia viva, para que o mundo se torne liturgia: que a liturgia não seja algo ao lado da realidade do mundo, mas que o próprio mundo se torne hóstia viva, se torne liturgia. É a grande visão que depois teve também Teilhard de Chardin: no final teremos uma verdadeira liturgia cósmica, onde o cosmos se torne hóstiachita
Como geopaleontólogo, Teilhard de Chardin estava familiarizado com as evidências geológicas e fósseis da evolução do planeta e da espécie humana. Como sacerdote cristão e católico, tinha consciência da necessidade de um metacristianismo que contribuísse para a sobrevivência do planeta e da humanidade sobre ele. No cerne da questão está a visão filosófica, teológica e mística de Teilhard de Chardin a respeito da evolução de todo o Universo, do caos primordial até o despertar da consciência humana sobre a Terra, estágio esse que, segundo ele, será seguido por uma Noogénese, a integração de todo o pensamento humano em uma única rede inteligente que acrescentará mais uma camada em volta da Terra: a Noosfera, que recobrirá todo o Biosfera Terrestre. A orientar todo esse processo, existe uma força que age a partir de dentro da matéria, que orienta a evolução em direcção a um ponto de convergência: o Ponto Ômega. Teilhard sustentava a ideia de um Panenteísmo cósmico: a crença de que Deus e o Universo mantém uma criativa e dinâmica relação de progressiva evolução.
Como escritor, a sua obra-prima é O Fenômeno Humano, além de centenas de outros escritos sobre a condição humana. Como paleontólogo, esteve presente na descoberta do Homem de Pequim. Ainda que ele esteve presente depois do "descobrimento" do “Homem de Piltdown”, a evidência aponta para o fato que ele nunca perdeu prestígio com a falsificação desse suposto fóssil. Como Teilhard disse em 1920: "anatômicamente as peças não se juntam".

## Obras sobre Teilhard de Chardin
- Rideau, Émile, s.j. - A favor de Teilhard ou contra?
- Silvestre, José Gomes - Acção e sentido em Teilhard de Chardin
- Cuénot, Claude - Aventura e Visão de Teilhard de Chardin
- Barjon (L.) + Leroy (P.) - A Carreira Científica de Teilhard de Chardin
- Arnould, Jacques - Darwin, Teilhard de Chardin, a Igreja e a evolução
- JANEIRA, Ana Luísa - Energética no pensamento de Pierre Teilhard de Chardin
- Lessa, Almerindo - As Estradas espirituais das ciências
- Colomer, Eusébio, s.j. - A Evolução segundo Teilhard de Chardin
- Tresmontant, Claude - Introdução ao Pensamento de T. de Chardin
- Patrício, Manuel Ferreira - Leonardo Coimbra e Teilhard de Chardin
- Demoulin, J.P. + autores - O Tempo e o Modo – Teilhard de Chardin
- Lubac, Henri de - Oração (A) de Teilhard de Chardin
- Mortier, Jeanne-Marie - Pierre Teilhard de Chardin Pensador Universal
- Sebastião, Luís Miguel - Possibilidade de Fundamentação da Educação no Pensamento de Teilhard de Chardin
- Dupleix, André - Quinze dias com Teilhard de Chardin
- Fragata, Júlio - Revista Portuguesa de Filosofia – Teilhard de Chardin (entre out.)
- Magalhães s.j., Vasco - Revista Portuguesa de Filosofia - Teilhard de Chardin (Braga)
- Wildiers, N.M. - Teilhard de Chardin
- L. Salleron+A. Monestier - Teilhard de Chardin - pró/contra
- Noël Martin-Deslias - Teilhard de Chardin, aventureiro do espírito
- Coffy, Robert - Teilhard de Chardin e o socialismo
- (diversos autores) - Teilhard de Chardin, Evolução e Esperança
- Nunes, J. Paulo - Teilhard de Chardin, o S. Tomás do século XX
- Reimão, Cassiano - Teilhard de Chardin: evolução e esperança
- Reis, António do Carmo - A Visão da história em Teilhard de Chardin
- Pasolini, Piero - O Futuro melhor do que qualquer passado
- Boff, Leonardo - Evangelho Do Cristo Cósmico